# Al Bano

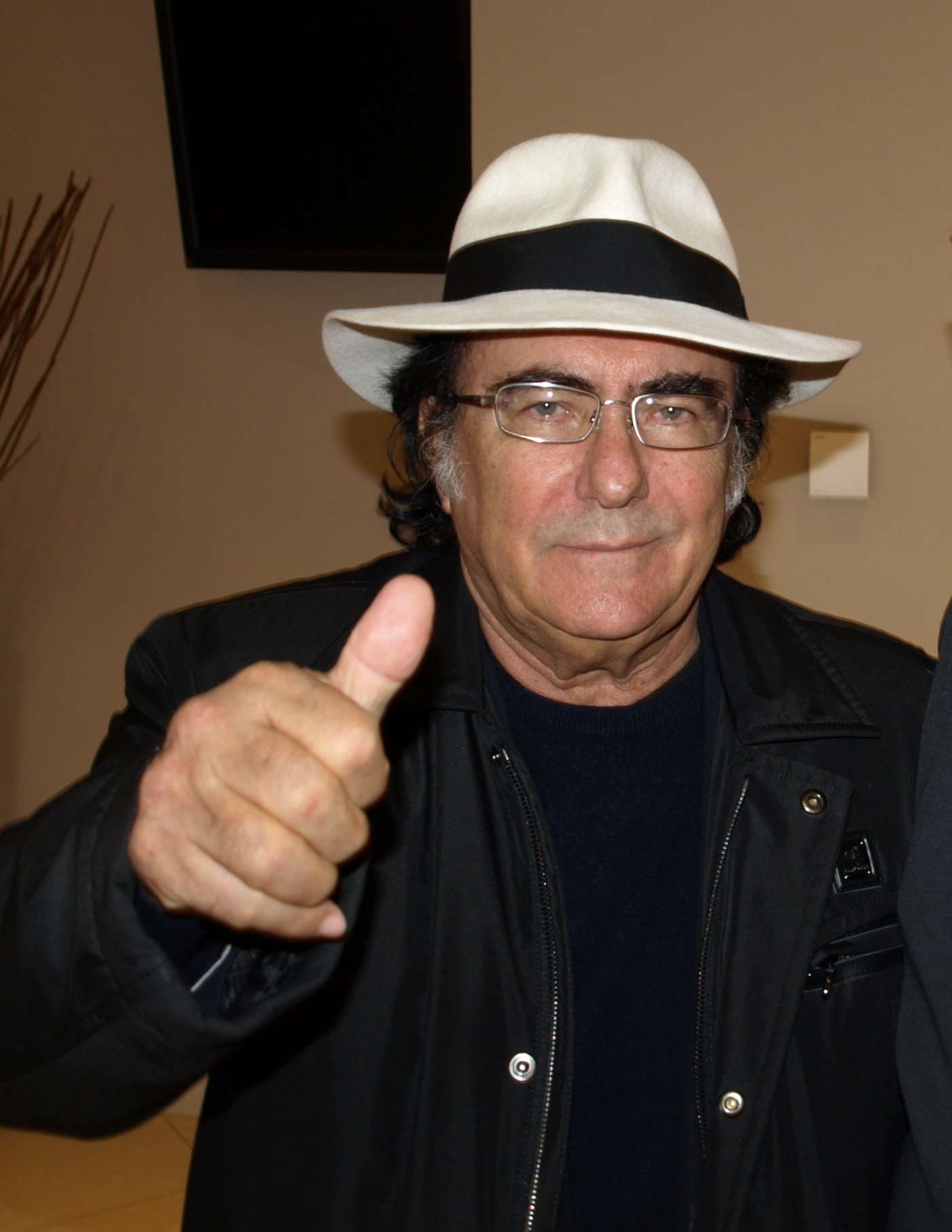
Al Bano (2014)

Al Bano (* 20. Mai 1943 als Albano Carrisi in Cellino San Marco) ist ein italienischer Sänger und Winzer. Er wurde als Teil des Musikduos Al Bano & Romina Power auch international bekannt.

## Die Anfänge
Albano Carrisi wurde 1943 als Sohn von Carmelo Carrisi (1914–2005) und Jolanda Ottino (1923–2019) in eine Bauernfamilie in der apulischen Provinz Brindisi geboren. Er brach mit 17 Jahren die Schule ab und entschied sich, nach Mailand zu gehen, wo er zunächst Arbeit als Hilfsarbeiter, dann als Kellner und später als Metallarbeiter fand. Während er in einem Restaurant arbeitete, das von Persönlichkeiten aus dem Showbusiness besucht wurde, lernte er über ein Demo-Tape Adriano Celentano kennen. Er nahm seine erste Platte La Strada auf, eine Coverversion eines Songs von Gene Pitney aus dem Jahre 1965, und begann, sich als Sänger im Rahmenprogramm der Auftritte von Celentano in Szene zu setzen, ohne dabei jedoch seine Arbeit aufzugeben.
Im Herbst 1965 nahm er an der Vor-Veranstaltung für das Sanremo-Festival teil. Er gewann zwar nicht, wurde aber von Voce del Padrone unter Vertrag genommen, die ihn beim Festival delle Rose 1966 im Duett mit Pino Donaggio auftreten ließen. Er debütierte auch im Fernsehen bei Settevoci, einer Varieté- und Musik-Show, moderiert von Pippo Baudo, wo er es schaffte, vier Wochen in Folge die „Applaus-Abstimmung“ zu gewinnen. Die Ermittlung des Siegers erfolgte durch ein Gerät, das die Stärke des Applauses des Publikums im Saal ermittelte. In einer der ausgestrahlten Sendungen stellte er Io di notte vor, eine seiner Kompositionen, angereichert mit Blues, die das Interesse der italienischen Sängerin Milva weckte. Daraus machte sie später ihre eigene Version.

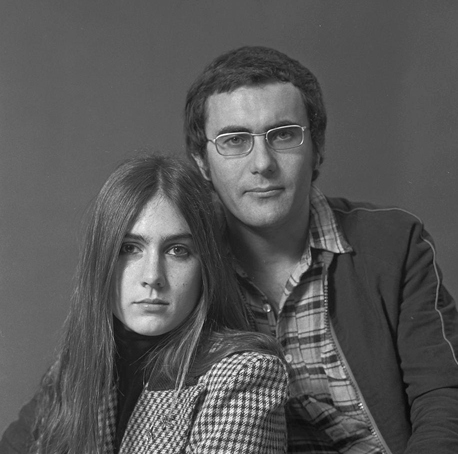
Al Bano & Romina Power 1976

## Die ersten Erfolge
1967 gelang ihm sein erster großer Erfolg: Das Lied Nel sole, Finalist in dem von der staatlichen Medienanstalt RAI veranstalteten Wettbewerb Sommerhit des Jahres, erreicht die erste Position in den Verkaufscharts der Singles. Dies brachte ihn ins Rampenlicht und verschaffte ihm große Anerkennung von Publikum und Presse, die von einem zweiten Claudio Villa sprachen. Nel sole wurde auch der Titel eines Films, in dem Al Bano als Hauptdarsteller auftrat, ebenso wie die junge Kollegin Romina Power. Zwischen den beiden entstand eine Liebesbeziehung, die später trotz des Einspruchs beider Familien in einer Hochzeit mündete.
Es erschienen die Singles L’oro del mondo und Il ragazzo che sorride, letzteres mit Musik von Mikis Theodorakis, der von den Ereignissen der Machtergreifung des Colonnelli-Regimes in Griechenland im Jahr 1967 inspiriert war. 1968 nahm er zum ersten Mal beim Sanremo-Festival mit La siepe teil, das den Sonderpreis der Jury erhielt. 1969 gewann er das Sommerhit-Festival mit dem Lied Pensando a te. Bis 1970 spielte er in weiteren sechs Filmen mit.

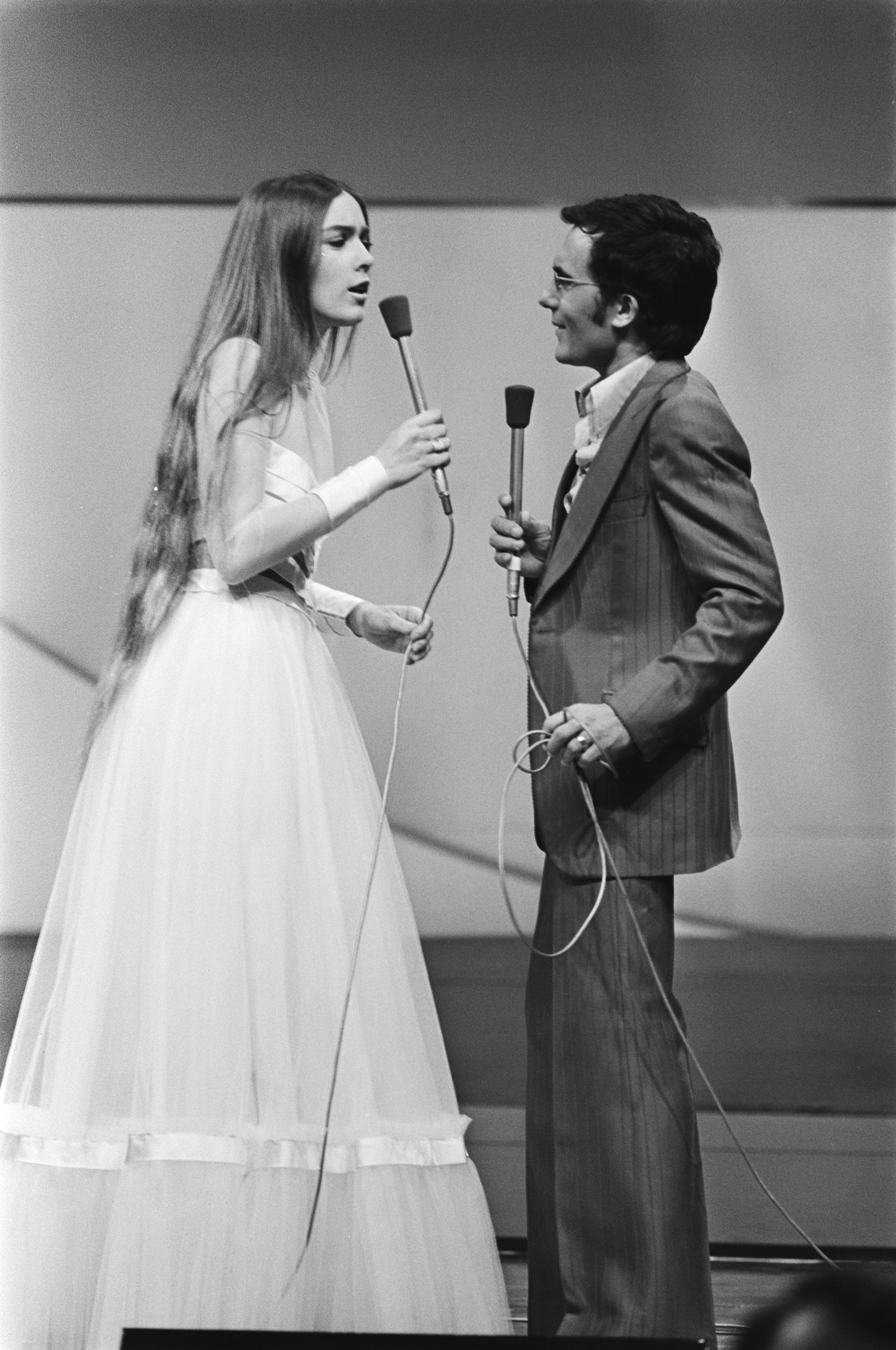
Romina Power mit Al Bano beim Grand Prix Eurovision de la Chanson 1976

## Die Blütephase von 1970–1991
Am 26. Juli 1970 heiratete er Romina Power, die Tochter des Schauspielers Tyrone Power. Aus der Ehe gingen vier Kinder hervor: Die älteste Tochter Ylenia Carrisi, geboren 1970, Sohn Yari, geboren 1973, Cristel, geboren 1985, und Romina Jr., geboren 1987. Die beiden wurden auch beruflich ein Paar; 1969 nahm er mit ihr Cori di Acqua di mare und 1970 Storia di due innamorati auf.
1975 veröffentlichten sie Dialogo (I), und 1976 nahmen sie mit We’ll Live It All Again am Grand Prix Eurovision de la Chanson teil. Mit dem Vertragsabschluss beim kleinen Plattenlabel Baby-Records begann Anfang der 1980er Jahre die erfolgreichste Zeit ihrer Karriere. Sie produzierten im Münchner Union-Studio ihre größten Hits Sharazan, Felicità und Tu, soltanto tu. 1982 erreichten sie mit Felicità den zweiten Rang beim Sanremo-Festival. Sie gewannen das Festival 1984 mit Ci sarà und 1985 traten sie erneut beim Grand Prix mit Magic Oh Magic auf.
1996 kehrte Al Bano mit dem Lied È la mia vita (Sanremo 1996) zu seiner Karriere als Solokünstler zurück. Danach folgten mit Verso il sole (Sanremo 1997) und Ancora in volo (Sanremo 1999) weitere Veröffentlichungen ohne seine Frau.

## Privatleben
1999 trennte sich das Ehepaar. Mit seiner neuen Lebensgefährtin, der Fernsehmoderatorin Loredana Lecciso, mit der er von 2001 bis November 2005 zusammenlebte, hat er zwei Kinder. Er bezeichnet sich als praktizierenden Katholiken.
Er nahm an der dritten Staffel der Reality-Show von Raidue, L’isola dei famosi (Insel der Berühmten), teil, aber während er auf Samanà war, erklärte seine Lebensgefährtin, ihn verlassen zu wollen und dabei die beiden Kinder mitzunehmen. Er verließ daraufhin in der Folge vom 19. Oktober 2005 freiwillig die Show.
Er erbte von Vater Don Carmelo das Weingut Azienda Vinicola Tenute Al Bano Carrisi mit Sitz in Cellino San Marco. Er nutzte seine Kenntnisse in den Bereichen Marketing und Winzerei, um daraus ein bekanntes Markenzeichen zu machen. Der bekannteste Wein ist der Don Carmelo, benannt in Erinnerung an seinen Vater. Dem Unternehmen ist auch eine Pizzeria und ein Landhotel angeschlossen. Er schloss sich dem Projekt von Massimo Ferrarese an, Präsident des Dachverbandes der Industrie in Brindisi, der durch Sponsoring die Basketballmannschaft Brindisis wieder nach oben befördern möchte. Die Winzerei von Al Bano wirbt seit 2005 auf den Trikots des Zweitligisten.

### Das Verschwinden der Tochter Ylenia
1994 verschwand Ylenia, die älteste Tochter von Carrisi und Power, während eines Aufenthalts in den USA. Die Eltern gaben eine Vermisstenanzeige auf: Noch vor der Trennung und späteren Scheidung veröffentlichte das Paar das Album Emozionale mit vielen Anspielungen auf das rätselhafte Verschwinden der Tochter. Besonders die Single Dammi un segno (Gib mir ein Zeichen) handelt von der Traurigkeit der Eltern.
2005 konfrontierte man Carrisi in einer Livesendung im italienischen Fernsehen mit Informationen, die die spanische Journalistin Lydia Lozano erfahren haben wollte. Demnach sei Tochter Ylenia noch am Leben und habe sich in Santo Domingo in der Dominikanischen Republik niedergelassen. Sie wünsche keinen Kontakt zu ihrer Familie. Carrisi stritt dies in der Sendung ab und verließ das Studio vor laufenden Kameras.
Dennoch kam es zu einem privaten Treffen von Carrisi und Power mit Lozano. Während Power glaubt, dass die Tochter noch lebt, ist Carrisi der Meinung, Ylenia habe Suizid verübt. Bis heute ist ihr Verbleib ungeklärt. Im Dezember 2014 wurde sie auf Betreiben ihres Vaters von einem italienischen Gericht für tot erklärt.

## Plagiatsprozess
In den 1990er-Jahren führte Al Bano einen Plagiatsprozess gegen Michael Jackson, weil dieser weite Passagen aus Al Banos Lied I cigni di Balaka (Album L’amore è sempre amore caro) für den Hit Will You Be There (Dangerous, 1993) benutzt habe. Die beanstandete Melodie wurde von der Verteidigung jedoch auf frühere Werke, vor allem Bless You (For Being an Angel) (1939) von den Ink Spots, zurückgeführt. Al Bano verlor den Prozess und die Parteien einigten sich außergerichtlich.

## Diskografie

### Alben
| Jahr | Titel                                   | Höchstplatzierung, Gesamtwochen, AuszeichnungChartplatzierungen (Jahr, Titel, Platzierungen, Wochen, Auszeichnungen, Anmerkungen) | Höchstplatzierung, Gesamtwochen, AuszeichnungChartplatzierungen (Jahr, Titel, Platzierungen, Wochen, Auszeichnungen, Anmerkungen) | Höchstplatzierung, Gesamtwochen, AuszeichnungChartplatzierungen (Jahr, Titel, Platzierungen, Wochen, Auszeichnungen, Anmerkungen) | Anmerkungen                                    |
| Jahr | Titel                                   | DE | AT | IT | Anmerkungen                                    |
| ---- | --------------------------------------- | --- | --- | --- | ---------------------------------------------- |
| 1970 | Pensando a te                           | — | — | IT11 (1 Wo.)IT |                                                |
| 1997 | Il concerto classico                    | — | AT1 ×2Doppelplatin · (24 Wo.)AT                                                                                                   | — |                                                |
| 1998 | Il nuovo concerto / Ancora in volo (IT) | — | AT3 Platin · (19 Wo.)AT | IT35 (2 Wo.)IT | Charteintritt in Italien erst im März 1999     |
| 1999 | Volare                                  | — | AT1 Platin · (17 Wo.)AT | — |                                                |
| 1999 | Grazie                                  | — | AT3 Gold · (11 Wo.)AT | — |                                                |
| 2001 | Canto al sole                           | — | AT2 Gold · (14 Wo.)AT | IT85 (1 Wo.)IT |                                                |
| 2002 | Carrisi canta Caruso                    | — | AT4 Platin · (16 Wo.)AT | — |                                                |
| 2004 | La mia Italia                           | DE86 (1 Wo.)DE | AT11 (15 Wo.)AT | — |                                                |
| 2005 | Le radici del cielo                     | — | — | IT63 (7 Wo.)IT |                                                |
| 2006 | Il mio Sanremo                          | — | — | IT26 (8 Wo.)IT |                                                |
| 2006 | Amare e bella                           | — | AT49 (3 Wo.)AT | — |                                                |
| 2007 | Cercami nel cuore della gente           | — | — | IT65 (4 Wo.)IT |                                                |
| 2009 | L’amore è sempre amore                  | — | AT16 (5 Wo.)AT | IT31 (1 Wo.)IT | Charteintritt in Österreich erst im April 2010 |
| 2011 | Amanda è libera                         | — | — | IT87 (2 Wo.)IT |                                                |
| 2017 | Di rose e di spine                      | — | — | IT20 (7 Wo.)IT |                                                |

Weitere Alben
- 1967: Al Bano
- 1968: Il ragazzo che sorride
- 1969: Si tu no estás …
- 1970: A cavallo di 2 stili
- 1971: Al Bano
- 1972: 1972
- 1973: Su cara su sonrisa
- 1984: Al Bano
- 1989: Personale di Al Bano
- 1996: Nel sole
- 2008: Todos sus grandes èxitos en español
- 2010: The Great Italian Songbook
- 2012: Essential
- 2012: Canta Italia

### Kompilationen
| Jahr | Titel                              | Höchstplatzierung, Gesamtwochen, AuszeichnungChartplatzierungen (Jahr, Titel, Platzierungen, Wochen, Auszeichnungen, Anmerkungen) | Höchstplatzierung, Gesamtwochen, AuszeichnungChartplatzierungen (Jahr, Titel, Platzierungen, Wochen, Auszeichnungen, Anmerkungen) | Höchstplatzierung, Gesamtwochen, AuszeichnungChartplatzierungen (Jahr, Titel, Platzierungen, Wochen, Auszeichnungen, Anmerkungen) | Anmerkungen         |
| Jahr | Titel                              | DE | AT | IT | Anmerkungen         |
| ---- | ---------------------------------- | --- | --- | --- | ------------------- |
| 2002 | Le più belle canzoni               | — | — | IT59 (4 Wo.)IT |                     |
| 2004 | Buon natale – An Italian Christmas | — | AT30 (2 Wo.)AT | IT55 (1 Wo.)IT | mit Al Bano Carrisi |
| 2005 | Le più belle canzoni di Al Bano    | — | — | IT85 (2 Wo.)IT |                     |
| 2011 | The Best Of                        | — | AT66 (3 Wo.)AT | — |                     |

Weitere Kompilationen
- 1969: Si tú no estás …
- 1974: Portrait of Al Bano Vol. 16
- 1976: La voz de … Al Bano (2 LPs)
- 1982: Ritratto di … Al Bano
- 1987: Caro caro amore
- 1996: The Best of Al Bano
- 1999: Grazie (Meine schönsten Lieder – Meine größten Erfolge)
- 2001: Le più belle canzoni
- 2003: I grandi successi di
- 2006: Felicità
- 2006: Collezione italiana (2 CDs)
- 2007: Tutto Al Bano – Ancora in volo (2 CDs)
- 2007: The Best Platinum Collection
- 2007: Solo grandi successi
- 2009: La mia opera (CD + DVD)
- 2009: The Platinum Collection (3 CDs)
- 2013: The Best of Al Bano
- 2013: Al Bano (3 CDs)

### Singles
| Jahr | Titel Album                                      | Höchstplatzierung, Gesamtwochen, AuszeichnungChartsChartplatzierungen (Jahr, Titel, Album, Platzierungen, Wochen, Auszeichnungen, Anmerkungen) | Anmerkungen |
| Jahr | Titel Album                                      | IT | Anmerkungen |
| ---- | ------------------------------------------------ | --- | ----------- |
| 1967 | Nel sole Al Bano                                 | IT1 (22 Wo.)IT |             |
| 1967 | L’oro del mondo Al Bano                          | IT13 (3 Wo.)IT |             |
| 1968 | La siepe Il ragazzo che sorride                  | IT12 (8 Wo.)IT |             |
| 1968 | Il ragazzo che sorride                           | IT7 (14 Wo.)IT |             |
| 1969 | Mattino Il ragazzo che sorride                   | IT3 (12 Wo.)IT |             |
| 1969 | Pensando a te                                    | IT2 (22 Wo.)IT |             |
| 1969 | Mezzanotte d’amore 1972                          | IT6 (11 Wo.)IT |             |
| 1970 | Quel poco che ho Il ragazzo che sorride          | IT6 (16 Wo.)IT |             |
| 1970 | Il suo volto il suo sorriso A cavallo di 2 stili | IT17 (7 Wo.)IT |             |
| 1971 | 13 storia d’oggi 1972                            | IT6 (10 Wo.)IT |             |
| 1971 | E il sole dorme tra le braccia della notte 1972  | IT19 (5 Wo.)IT |             |
| 2011 | Amanda è libera                                  | IT38 (2 Wo.)IT |             |

Weitere Singles
| - 1965: La strada - 1966: Quando in cielo il sole chiude gli occhi - 1967: Io di notte - 1967: Tu che l’amavi - 1967: La donna di un amico mio - 1968: Musica - 1969: Lettera per te - 1969: Bianco natale - 1970: Peniseri “P 33” - 1970: Core ’ngrato - 1970: Ave Maria - 1971: La casa dell’amore - 1971: O sole mio - 1971: La mañana - 1971: ‘Na sera’ e maggio - 1971: Mamma Rosa - 1971: Historia de hoy - 1972: Taca, Taca, Banda! (mit Power, Taryn und Kocis) - 1972: Addio alla madre - 1972: Nel mondo pulito dei fiori - 1973: La canzone di Maria - 1973: Storia di noi due | - 1974: Con mis Blue Jeans - 1974: Angelo di strada - 1974: In controluce - 1975: Evasione o realtà - 1975: Il piano degli ulivi - 1976: Venise a Paris - 1985: Magic Oh Magic - 1990: Un’ altro natale - 1996: E’la mia vita - 1997: Verso il sole - 1997: Dormi - 1998: Va pensiero - 1999: Volare - 1999: Funiculì funiculà - 2000: Piazza grande (A modo mio) - 2001: E’ come musica - 2004: Nel sole - 2004: La mia Italia - 2006: Telenorba - 2006: Sei la mia luce - 2006: Mai mai mai |